# Nesrine Khelifati
Nesrine Khelifati, née le 14 avril 1994 en Tunisie, est une nageuse tuniso-algérienne.

## Carrière
Nesrine Khelifati naît et grandit en Tunisie d'un père algérien et d'une mère tunisienne. Elle dispute les Jeux olympiques de la jeunesse de 2010 à Singapour sous les couleurs tunisiennes ainsi que les championnats d'Afrique 2010 à Casablanca, où elle obtient une médaille de bronze en 200 mètres papillon.
Elle opte ensuite pour la nationalité algérienne en 2011. La même année, elle dispute notamment les Jeux africains à Maputo et les Jeux panarabes à Doha (remportant une médaille d'argent sur 200 mètres papillon).
Elle obtient la médaille de bronze du 4 × 100 m nage libre, du 4 × 200 m nage libre et du 4 × 100 m quatre nages aux championnats d'Afrique 2012 à Nairobi.